# Količina hlapivih tvari (vinarstvo)
Količina hlapivih tvari u vinarstvu i proizvodnji alkoholnih pića znači količinu svih hlapivih tvari osim etilnoga alkohola i metanola sadržanih u alkoholnom piću dobivenom isključivo destilacijom, kao rezultat isključivo destilacije ili redestilacije korištenih sirovina.